# SV Motor Altenburg
SV Motor Altenburg is een Duitse voetbalclub uit de stad Altenburg, Thüringen.

## Geschiedenis
De voorganger van de in 1946 opgerichte club was Eintracht 08 Altenburg. De nieuwe club heette SG Altenburg Nord en fuseerde in 1949 met Altenburg Ost en Altenburg Süd tot ZSG Altenburg. De club werd vicekampioen van Thüringen en plaatste zich voor het eerste seizoen van de nieuwe DDR-Oberliga. De club eindigde samen met Anker Wismar op de voorlaatste plaats en kon de testwedstrijd om het behoud met 3:2 winnen. Het volgende seizoen nam de club de naam Stahl Altenburg aan en werd elfde op 18 clubs. In 1952 degradeerde de club. Hierna speelde de club voornamelijk in de Bezirksliga Leipzig en kon ook nog geregeld een keer promoveren naar de DDR-Liga.
Na de Duitse hereniging werd de naam SV 1990 aangenomen. De stad werd van Saksen overgeheveld naar Thüringen en de club ging in de Landesliga spelen tot 2000. In 1999 werd de naam SV Motor Altenburg aangenomen. Na een aantal jaar in lagere klassen promoveerde de club in 2009 terug naar de hoogste klasse van Thüringen. In 2017 degradeerde de club.